# Palazzo Voroncov
Palazzo Voroncov (in russo Воронцовский дворец?, Voroncovskij dvorec) è un edificio di San Pietroburgo costruito tra il 1749 e il 1757 da Francesco Bartolomeo Rastrelli per il conte Michail Illarionovič Voroncov, uno statista e diplomatico di primo piano durante i regni delle imperatrici Elisabetta e Caterina la Grande. Voroncov andò incontro ad ingenti debiti per decorare la sua nuova casa che, nel 1763, fu costretto a vendere, diventando un possedimento reale. Il palazzo è stato successivamente consegnato a Paolo I ed ai suoi cavalieri di Malta, un grande contingente arrivato a San Pietroburgo dopo che Napoleone Bonaparte aveva occupato l'isola di Malta nel 1798.
La cappella Maltese, aggiunta dopo il passaggio di consegne a Paolo I, è una delle più importanti strutture del palazzo. Nel 1810 divenne la sede dei corpi militari di sua maestà imperiale, il collegio militare d'élite per eccellenza in Russia. 
L'edificio ospita la filiale pietroburghese della Scuola militare "Suvorov".